# Novik (1901)
El Novik fue un crucero protegido construido para Rusia en los astilleros Schichau-Werke de Danzing, con el fin de disponer de unidades que estuvieran a la altura de las marinas extranjeras, dado el atraso de la industria nacional rusa.

## Características
El Novik se ordenó como parte de un programa para reforzar la flota rusa del Pacífico. Constructores navales de varios países ofrecieron sus diseños, y finalmente, los astilleros alemanes Schichau, más conocido por sus torpederos fue seleccionado. El nuevo crucero fue botado el 2 de agosto de 1900 y sus ensayos comenzaron el 2 de mayo de 1901. Se experimentaron algunos problemas iniciales de vibración en las hélices, pero la prueba se completó el 23 de abril de 1902 con cinco travesías de prueba a una velocidad promedio de 25,08 nudos. Esto hizo del Novik uno de los cruceros más rápidos del mundo en ese entonces. El 15 de mayo de 1902, el Novik fue asignado a la base naval rusa de Kronstadt .
Fue un crucero con buenas características, además de su velocidad. Su blindaje horizontal máximo era de 51 mm, y de 76 mm, en el puesto de mando. Las características de este buque consiguieron que fuera reconocido como uno de los primeros scouts ("exploradores", más cercano a lo que más tarde se conocería como "destructor" pero con características y blindaje de crucero protegido).

## Historial
Durante la Guerra Ruso-Japonesa de 1904-1905, el Novik fue de gran utilidad en la escuadra de Port Arthur, debido a la capacidad contratorpedera que le proporcionaba su elevada velocidad. Más tarde, participó en la batalla de Tsushima de la que escapó para acabar semihundido tras la batalla de Korsakov en los bajíos próximos a la isla Sajalín, cuando intentaba alcanzar Vladivostok. Fue recuperado por los japoneses, que lo repararon y reconstruyeron en Yokosuka en 1906. El armamento fue sustituido por 2 piezas Armstrong de 152 mm/50 y 4 de 120 mm. Asimismo fueron cambiadas sus calderas y modificada su configuración exterior, prescindiéndose de la primera chimenea, innecesaria con las nuevas calderas. Su velocidad descendió a 20 nudos. Fue rebautizado con el nombre de Suzuya en la Armada Imperial Japonesa y destinado a tareas secundarias. Fue desguazado en 1913.

## Galería

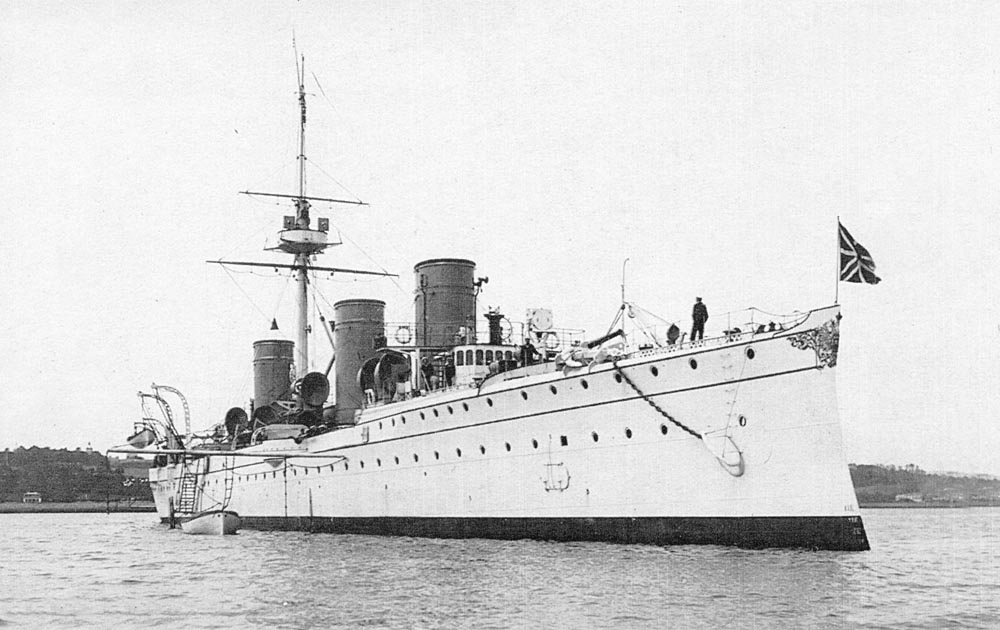
El crucero Novik en Brest, 1902.
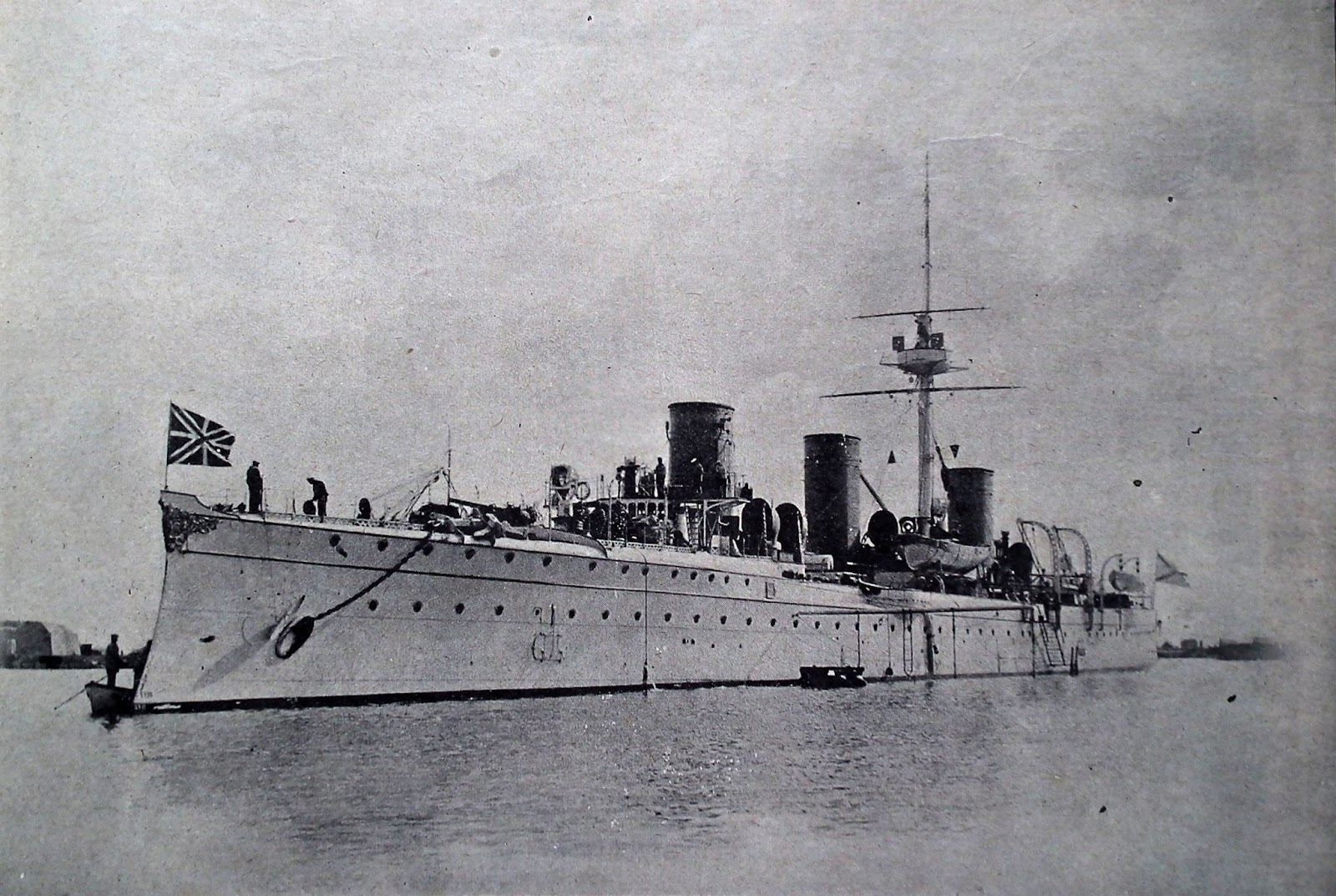
Otra imagen del Novik.
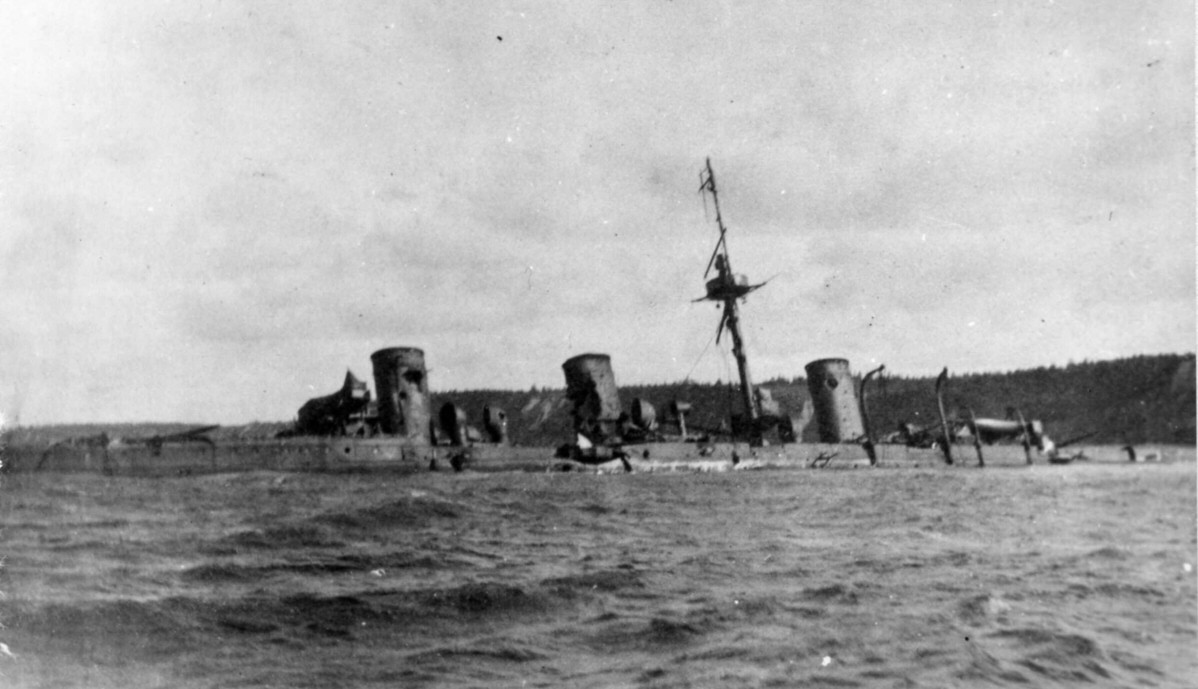
El Novik, semihundido en la bahía de Korsákov, Sajalín.
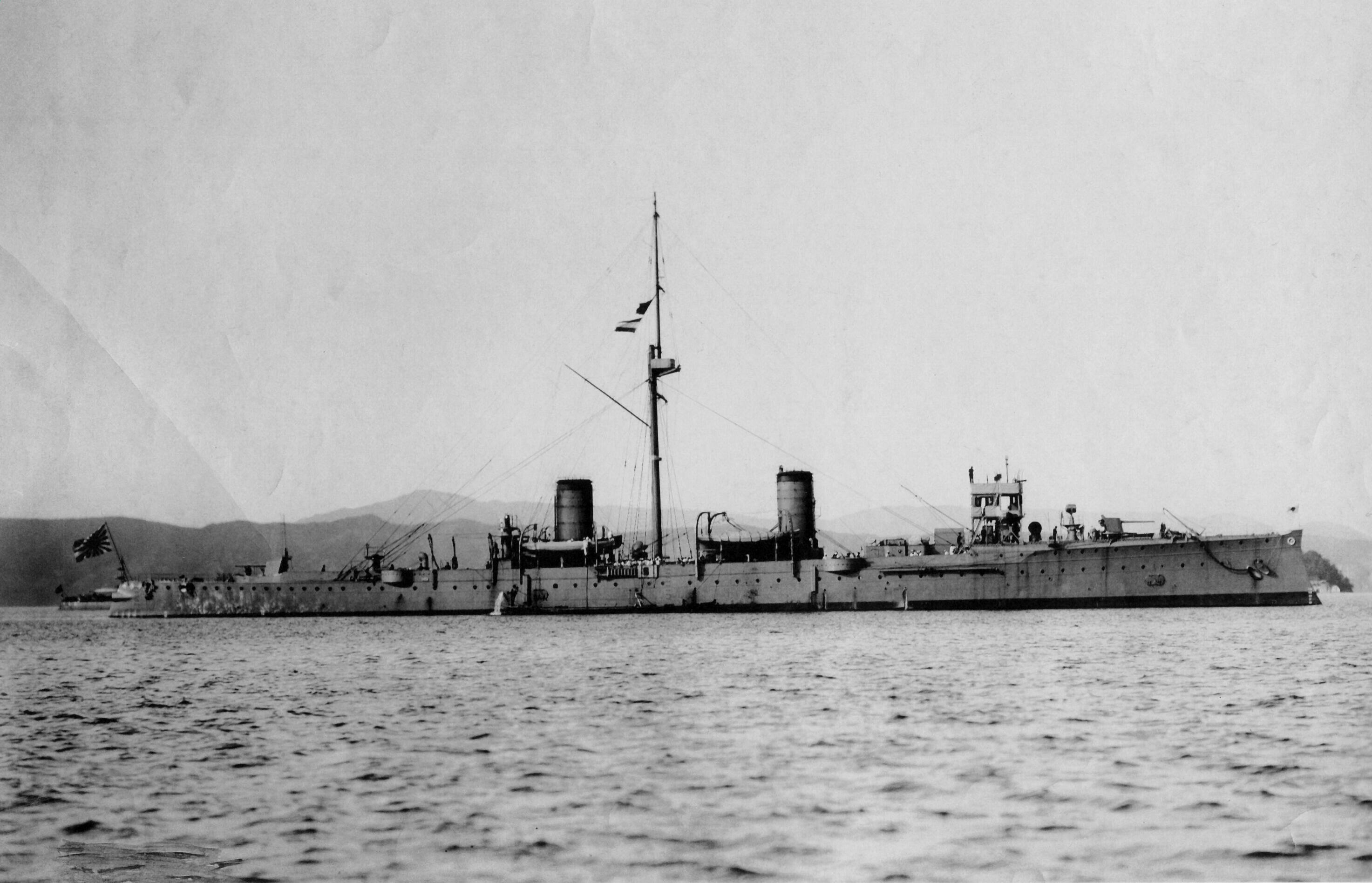
Ya, como crucero japonés Suzuya, en Kure, 1908.

## Anexos
- Anexo:Navíos de la Armada Imperial Japonesa

- Datos: Q960464
- Multimedia: Novik (ship, 1900) / Q960464